# Ghiacciaio Black
Il ghiacciaio Black è un ampio ghiacciaio situato nell'entroterra della costa di Pennell, nella regione nord-occidentale della Dipendenza di Ross, in Antartide. In particolare, il ghiacciaio, il cui punto più elevato si trova a circa 1800 m s.l.m., ha origine dal nevaio Evans e fluisce verso nord est passando dapprima tra la dorsale Salamander, a ovest, e il massiccio Neail, e est, e poi tra i colli Corona, a nord-ovest, e il massiccio Leitch, a sud-est, fino a unire il proprio flusso, a cui nel frattempo si è unito quello dei ghiacciai Leap Year e Houliston, a quello del ghiacciaio Lillie poco a est del picco Coronet.

## Storia
Il ghiacciaio Black è stato mappato per la prima volta dallo United States Geological Survey grazie a fotografie aeree scattate dalla marina militare statunitense (USN) nel periodo 1960-62, e così battezzato da comitato consultivo dei nomi antartici in onore di Robert F. Black, geologo dell'Università del Wisconsin, a capo di diversi progetti di studio del suolo effettuati presso il canale McMurdo in diverse stagioni estive degli anni Sessanta.

## Mappe
Di seguito una serie di mappe in scala 1:250.000 realizzate dallo USGS in cui è possibile vedere il flusso del ghiacciaio Lillie in tutta la sua estensione:

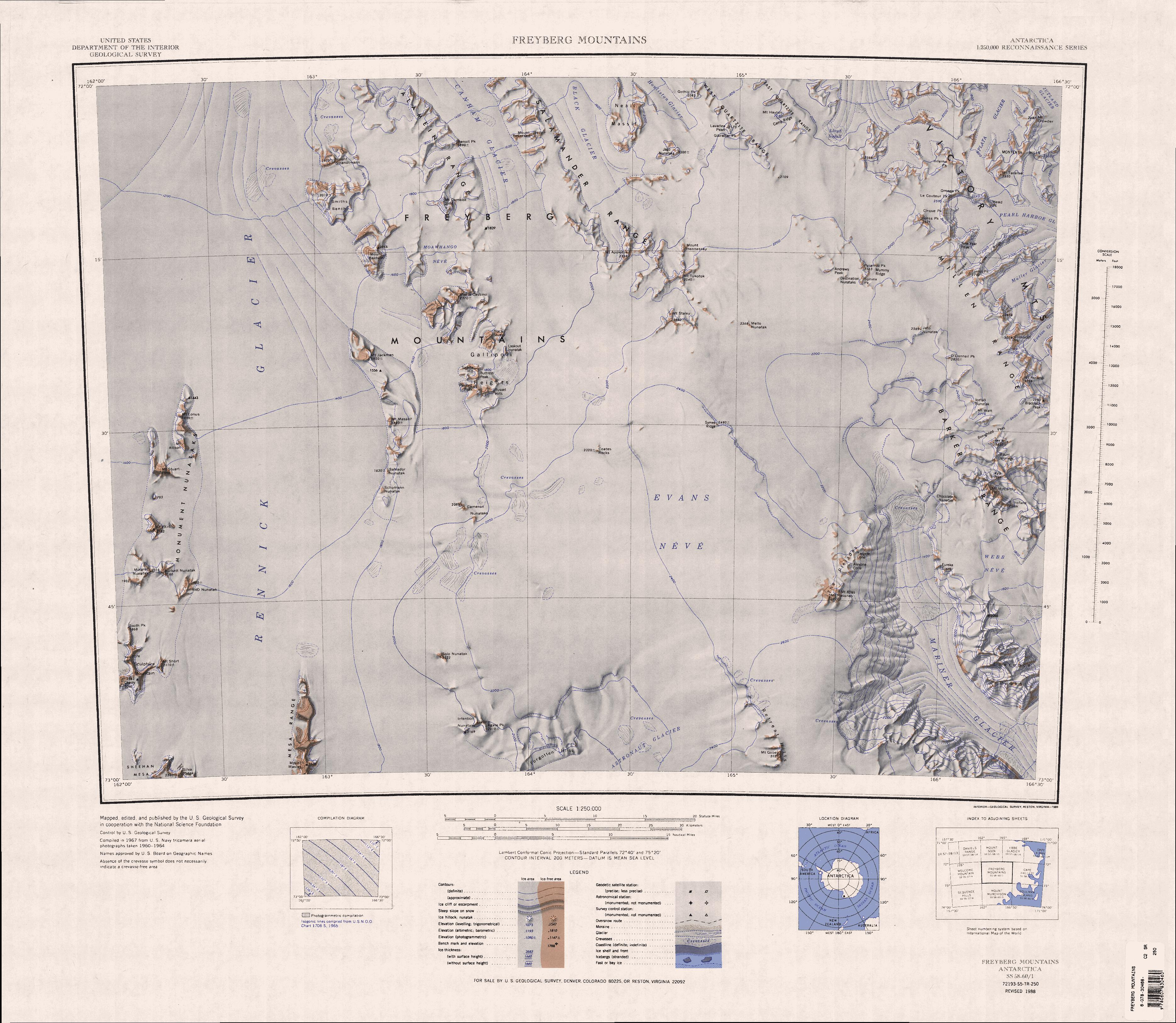
In alto, la parte meridionale del flusso del ghiacciaio.
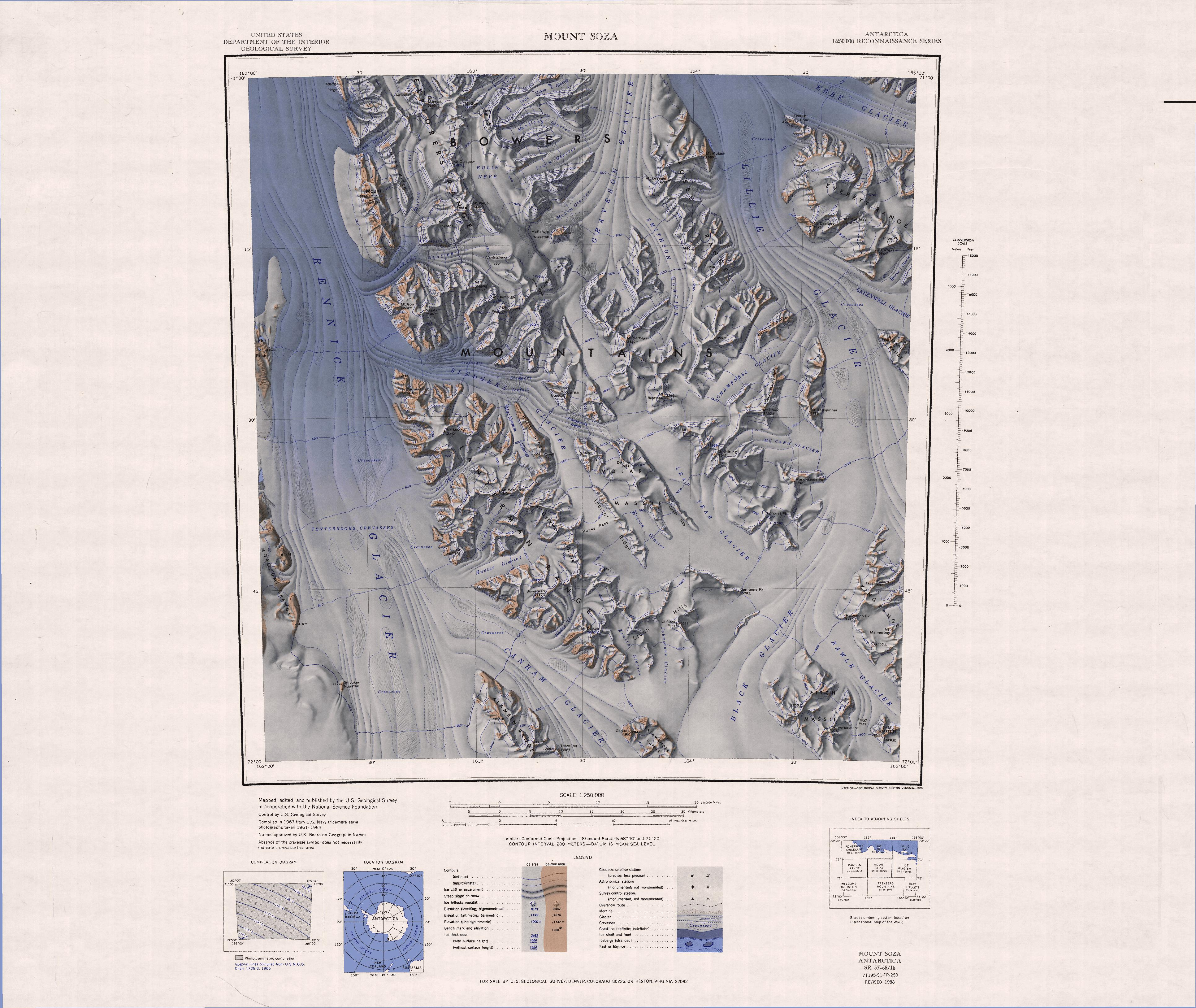
In basso a destra la parte settentrionale del flusso del ghiacciaio.